# Gniewskie Pole Kolonia
Gniewskie Pole Kolonia – jeden z trzech przystanków kolejowych we wsi Gniewskie Pole pow. kwidzyńskim, woj. pomorskie.